# قادر أباد (خور وبيابانك)
قادر أباد هي قرية في مقاطعة خور وبيابانك، إيران. عدد سكان هذه القرية هو 86 في سنة 2006.